# あの夜、マイアミで
『あの夜、マイアミで』（原題:One Night in Miami）は2020年に公開されたアメリカ合衆国のドラマ映画である。監督はレジーナ・キング、主演はキングズリー・ベン＝アディルが務めた。本作はキングの映画監督デビュー作であり、2013年に初演された舞台劇『One Night in Miami』を原作としている。

## 概略
1964年2月、プロボクサーのカシアス・クレイ（後にモハメド・アリと改名）はヘビー級の世界王者となった。そんなカシアスを祝うために、友人たち（マルコムX、ジム・ブラウン、サム・クック）はマイアミに集まった。4人は純粋に酒を楽しむつもりだったが、話題が公民権運動に及ぶにつれ、「自分たちは差別に苦しむ同胞たちに何ができるのか、また、何をすべきなのか」という問題に向き合っていく。
本作はアメリカ文化史に大きな足跡を残した4人による架空の対話を通して、今もなお根深く残る黒人差別の問題を描き出す。

## キャスト
※括弧内は日本語吹替。
- マルコムX：キングズリー・ベン＝アディル（長谷川敦央）
- カシアス・クレイ（後のモハメド・アリ）：イーライ・ゴリー（勝杏里）
- ジム・ブラウン：オルディス・ホッジ（杉村憲司）
- サム・クック：レスリー・オドム・Jr（落合福嗣）
- ブラザー・カリーム：ランス・レディック（佐々木薫）
- バーバラ・クック：ニコレット・ロビンソン
- アンジェロ・ダンディー：マイケル・インペリオリ（松川裕輝）
- ミスター・カールトン：ボー・ブリッジス（駒谷昌男）
- ベティ・シャバズ：ホアキナ・カルカンゴ
- イライジャ・ムハンマド：ジェローム・A・ウィルソン
- L・C・クック：アモンドレ・D・ジャクソン
- ソニー・リストン：アーロン・D・アレクサンダー（瀬尾昌史）
- クリスチャン・マグビー：ジャマール
- ドリュー・バンディーニ・ブラウン：ローレンス・ギリアード・Jr
- ジャッキー・ウィルソン：ジェレミー・ポープ
- ジョニー・カーソン：クリストファー・ゴーラム

## 製作
2019年7月9日、舞台劇『One Night in Miami』が映画化されることになり、監督にレジーナ・キングが起用されたと報じられた。2020年1月7日、キングズリー・ベン＝アディル、レスリー・オドム・Jr、イーライ・ゴリー、オルディス・ホッジの出演が決まった。14日、ランス・レディックがキャスト入りした。同月、本作の主要撮影がルイジアナ州のニューオーリンズで始まった。8月23日、テレンス・ブランチャードが本作で使用される楽曲を手がけるとの報道があった。

## 公開・マーケティング
2020年6月19日、本作の劇中写真が初めて公開された。7月30日、アマゾン・スタジオズが本作の全世界配信権を購入したと報じられた。9月7日、本作は第77回ヴェネツィア国際映画祭でプレミア上映された。11日、第45回トロント国際映画祭で本作の上映が行われ、観客賞次点1位に輝いた。

## 評価
本作は批評家から絶賛されている。映画批評集積サイトのRotten Tomatoesには98件のレビューがあり、批評家支持率は97%、平均点は10点満点で8.35点となっている。サイト側による批評家の見解の要約は「後世に大きな影響を与えた人々について深く考察し、観客の記憶に残る一作に仕上がっている。『あの夜、マイアミで』を見れば、レジーナ・キングに映画監督としての才能・実力が十分に備わっていることが分かる。」となっている。また、Metacriticには19件のレビューがあり、加重平均値は81/100となっている。